# Hamburger Sport-Verein 2012-2013
Questa voce raccoglie le informazioni riguardanti lo Hamburger Sport-Verein nelle competizioni ufficiali della stagione 2012-2013.

## Stagione
L'Amburgo chiuse la stagione al 7º posto in classifica, mentre l'avventura nella Coppa di Germania terminò al primo turno, con l'eliminazione per mano del Karlsruhe. I calciatori più utilizzati in stagione furono Artjoms Rudņevs e Heiko Westermann, con 35 presenze ciascuno (34 in campionato e una nella coppa nazionale). I migliori marcatori furono lo stesso Rudņevs e Son Heung-min, con 12 reti (tutte siglate nella Bundesliga).

## Maglie e sponsor
Lo sponsor tecnico per la stagione 2012-2013 fu Adidas, mentre lo sponsor ufficiale fu Fly Emirates. La divisa casalinga era composta da una maglietta bianca con inserti rossi, pantaloncini rossi e calzettoni blu. La divisa da trasferta era completamente di colore blu scuro. La terza era costituita da una maglietta celeste, pantaloncini blu scuro e calzettoni celesti.
|  | Casa Maglia |  | Casa Alternativa |  | Casa Alternativa 2 |  | Trasferta Maglia |  | Terza Maglia |  | Terza Alternativa |  |

## Rosa
| N. |                        | Ruolo | Calciatore        |
| -- | ---------------------- | ----- | ----------------- |
| 1  | Rep. Ceca (bandiera)   | P     | Jaroslav Drobný   |
| 2  | Germania (bandiera)    | D     | Dennis Diekmeier  |
| 3  | Inghilterra (bandiera) | D     | Michael Mancienne |
| 4  | Germania (bandiera)    | D     | Heiko Westermann  |
| 5  | Paesi Bassi (bandiera) | D     | Jeffrey Bruma     |
| 6  | Germania (bandiera)    | C     | Dennis Aogo       |
| 7  | Germania (bandiera)    | D     | Marcell Jansen    |
| 8  | Venezuela (bandiera)   | C     | Tomás Rincón      |
| 10 | Lettonia (bandiera)    | A     | Artjoms Rudņevs   |
| 11 | Croazia (bandiera)     | C     | Ivo Iličević      |
| 12 | Germania (bandiera)    | P     | Tom Mickel        |
| 13 | Germania (bandiera)    | C     | Robert Tesche     |
| 14 | Croazia (bandiera)     | C     | Milan Badelj      |
| 15 | Germania (bandiera)    | P     | René Adler        |

| N. |                          | Ruolo | Calciatore           |
| -- | ------------------------ | ----- | -------------------- |
| 16 | Svezia (bandiera)        | A     | Marcus Berg          |
| 18 | Germania (bandiera)      | C     | Tolgay Arslan        |
| 19 | Rep. Ceca (bandiera)     | C     | Petr Jiráček         |
| 20 | Austria (bandiera)       | D     | Paul Scharner        |
| 21 | Germania (bandiera)      | C     | Maximilian Beister   |
| 22 | Italia (bandiera)        | C     | Jacopo Sala          |
| 23 | Paesi Bassi (bandiera)   | C     | Rafael van der Vaart |
| 24 | Serbia (bandiera)        | D     | Slobodan Rajković    |
| 25 | Norvegia (bandiera)      | C     | Per Ciljan Skjelbred |
| 30 | Germania (bandiera)      | P     | Sven Neuhaus         |
| 37 | Germania (bandiera)      | D     | Janek Sternberg      |
| 38 | Germania (bandiera)      | C     | Zhi Gin Lam          |
| 40 | Corea del Sud (bandiera) | A     | Son Heung-min        |
| 44 | Serbia (bandiera)        | C     | Gojko Kačar          |

## Calciomercato

### Sessione estiva(dal 01/07 al 31/08)
| Acquisti | Acquisti             | Acquisti        | Acquisti   |
| R.       | Nome                 | da              | Modalità   |
| -------- | -------------------- | --------------- | ---------- |
| P        | René Adler           | svincolato      |            |
| D        | Paul Scharner        | svincolato      |            |
| C        | Milan Badelj         | Dinamo Zagabria | definitivo |
| C        | Hakan Çalhanoğlu     | Karlsruhe       | definitivo |
| C        | Petr Jiráček         | Wolfsburg       | definitivo |
| C        | Rafael van der Vaart | Tottenham       | definitivo |
| A        | Artjoms Rudņevs      | Lech Poznań     | definitivo |

| Cessioni | Cessioni            | Cessioni    | Cessioni   |
| R.       | Nome                | a           | Modalità   |
| -------- | ------------------- | ----------- | ---------- |
| D        | Muhamed Bešić       |             | svincolato |
| D        | Miroslav Štěpánek   |             | svincolato |
| C        | Hakan Çalhanoğlu    | Karlsruhe   | prestito   |
| C        | David Jarolím       |             | svincolato |
| C        | Dániel Nagy         |             | svincolato |
| C        | Gökhan Töre         | Rubin       | definitivo |
| A        | Sören Bertram       |             | svincolato |
| A        | Romeo Castelen      |             | svincolato |
| A        | Macauley Chrisantus |             | svincolato |
| A        | Paolo Guerrero      | Corinthians | definitivo |
| A        | Mladen Petrić       |             | svincolato |
| A        | Mickaël Tavares     |             | svincolato |

### Sessione invernale(dal 01/01 al 31/01)
| Acquisti | Acquisti | Acquisti | Acquisti |
| R.       | Nome     | da       | Modalità |
| -------- | -------- | -------- | -------- |

| Cessioni | Cessioni      | Cessioni           | Cessioni   |
| R.       | Nome          | a                  | Modalità   |
| -------- | ------------- | ------------------ | ---------- |
| P        | Tom Mickel    | Greuther Fürth     | definitivo |
| D        | Paul Scharner | Wigan              | prestito   |
| C        | Robert Tesche | Fortuna Düsseldorf | prestito   |

## Organigramma societario
Area tecnica
- Allenatore: Thorsten Fink
- Allenatore in seconda: Frank Heinemann, Patrick Rahmen, Kai-Norman Schulz
- Preparatore dei portieri: Ronny Teuber
- Preparatori atletici: Nikola Vidović

## Risultati

### Bundesliga

#### Girone di andata
| Arbitro: | Fritz |

|  |           |              |
|  | Marcatori | 68’ Balitsch |

| Arbitro: | Kircher |

|                              |           |  |
| Hunt 52’ (rig.) Petersen 67’ | Marcatori |  |

| Arbitro: | Stark |

|                                |           |                        |
| Inui 13’ Occéan 18’ Aigner 53’ | Marcatori | 45’ Westermann 63’ Son |

| Arbitro: | Perl |

|                          |           |                  |
| Son 2’, 59’ Iličević 55’ | Marcatori | 46’, 60’ Perišić |

| Arbitro: | Aytekin |

|                           |           |                               |
| Stranzl 39’ Domínguez 90’ | Marcatori | 23’ van der Vaart 45’ Rudņevs |

| Arbitro: | Zwayer |

|             |           |  |
| Rudņevs 20’ | Marcatori |  |

| Arbitro: | Kinhöfer |

|  |           |         |
|  | Marcatori | 17’ Son |

| Arbitro: | Welz |

|  |           |              |
|  | Marcatori | 30’ Ibišević |

| Arbitro: | Weiner |

|  |           |                     |
|  | Marcatori | 13’ Son 63’ Rudņevs |

| Arbitro: | Kircher |

|  |           |                                         |
|  | Marcatori | 39’ Schweinsteiger 48’ Müller 53’ Kroos |

| Friburgo in Brisgovia 10 novembre 2012, ore 15:30 CET 11ª giornata | Friburgo | 0 – 0 referto | Amburgo | Mage Solar Stadion (24 000 spett.)\| Arbitro: \| Perl \| |
| Arbitro:                                                           | Perl     |               |         |                                                          |

| Arbitro: | Siebert |

|         |           |  |
| Son 63’ | Marcatori |  |

| Arbitro: | Gagelmann |

|                         |           |  |
| Kruse 45’ Reisinger 63’ | Marcatori |  |

| Arbitro: | Gräfe |

|                                           |           |               |
| Beister 52’ Rudņevs 65’ Badelj 90’ (rig.) | Marcatori | 81’ Huntelaar |

| Arbitro: | Sippel |

|          |           |             |
| Kjær 68’ | Marcatori | 26’ Beister |

| Arbitro: | Weiner |

|                  |           |  |
| Rudņevs 27’, 74’ | Marcatori |  |

| Arbitro: | Aytekin |

|                                |           |  |
| Kießling 26’, 66’ Schürrle 36’ | Marcatori |  |

#### Girone di ritorno
| Arbitro: | Welz |

|             |           |             |
| Pekhart 75’ | Marcatori | 70’ Rudņevs |

| Arbitro: | Kinhöfer |

|                              |           |                                 |
| Son 22’ Aogo 46’ Rudņevs 52’ | Marcatori | 9’ Lukimya 55’ Papastathopoulos |

| Arbitro: | Zwayer |

|  |           |                |
|  | Marcatori | 22’, 36’ Lakić |

| Arbitro: | Gräfe |

|                 |           |                               |
| Lewandowski 17’ | Marcatori | 18’, 62’ Rudņevs 26’, 89’ Son |

| Arbitro: | Hartmann |

|                   |           |  |
| van der Vaart 24’ | Marcatori |  |

| Arbitro: | Kircher |

|                                                          |           |                          |
| Diouf 7’ Huszti 39’ (rig.) Konan 45’, 68’ Abdellaoue 85’ | Marcatori | 13’ (rig.) van der Vaart |

| Arbitro: | Siebert |

|             |           |            |
| Beister 21’ | Marcatori | 14’ Đurđić |

| Arbitro: | Dingert |

|  |           |             |
|  | Marcatori | 49’ Rudņevs |

| Arbitro: | Welz |

|  |           |                    |
|  | Marcatori | 7’ Callsen-Bracker |

| Arbitro: | Winkmann |

|                                                                                     |           |                          |
| Shaqiri 5’ Schweinsteiger 19’ Pizarro 30’, 45’, 53’, 68’ Robben 33’, 54’ Ribéry 76’ | Marcatori | 75’ Bruma 86’ Westermann |

| Arbitro: | Brych |

|  |           |            |
|  | Marcatori | 69’ Schmid |

| Arbitro: | Gagelmann |

|            |           |              |
| Parker 86’ | Marcatori | 61’, 81’ Son |

| Arbitro: | Hartmann |

|                        |           |             |
| van der Vaart 14’, 20’ | Marcatori | 35’ Schahin |

| Arbitro: | Sippel |

|                                    |           |           |
| Bastos 10’ Huntelaar 21’, 58’, 66’ | Marcatori | 5’ Jansen |

| Arbitro: | Drees |

|                |           |            |
| Westermann 45’ | Marcatori | 65’ Hasebe |

| Arbitro: | Dingert |

|             |           |                                          |
| Volland 61’ | Marcatori | 18’ Son 35’ Aogo 60’ Jiráček 88’ Rudņevs |

| Arbitro: | Stark |

|  |           |              |
|  | Marcatori | 90’ Kießling |

### Coppa di Germania
| Arbitro: | Dankert |

|                                                     |           |                      |
| van der Biezen 31’ Alibaz 58’ Stoll 78’ Soriano 86’ | Marcatori | 23’ Berg 45’ Beister |

## Statistiche

### Statistiche di squadra
| Competizione      | Punti | In casa | In casa | In casa | In casa | In casa | In casa | In trasferta | In trasferta | In trasferta | In trasferta | In trasferta | In trasferta | Totale | Totale | Totale | Totale | Totale | Totale | DR  |
| Competizione      | Punti | G       | V       | N       | P       | Gf      | Gs      | G            | V            | N            | P            | Gf           | Gs           | G      | V      | N      | P      | Gf     | Gs     | DR  |
| ----------------- | ----- | ------- | ------- | ------- | ------- | ------- | ------- | ------------ | ------------ | ------------ | ------------ | ------------ | ------------ | ------ | ------ | ------ | ------ | ------ | ------ | --- |
| Bundesliga        | 48    | 17      | 8       | 2       | 7       | 18      | 18      | 17           | 6            | 4            | 7            | 24           | 35           | 34     | 14     | 6      | 14     | 42     | 53     | -11 |
| Coppa di Germania | -     | 0       | 0       | 0       | 0       | 0       | 0       | 1            | 0            | 0            | 1            | 2            | 4            | 1      | 0      | 0      | 1      | 2      | 4      | -2  |
| Totale            | -     | 17      | 8       | 2       | 7       | 18      | 18      | 18           | 6            | 4            | 8            | 26           | 39           | 35     | 14     | 6      | 15     | 44     | 57     | -13 |

### Andamento in campionato
| Giornata  | 1  | 2  | 3  | 4  | 5  | 6  | 7 | 8  | 9 | 10 | 11 | 12 | 13 | 14 | 15 | 16 | 17 | 18 | 19 | 20 | 21 | 22 | 23 | 24 | 25 | 26 | 27 | 28 | 29 | 30 | 31 | 32 | 33 | 34 |
| --------- | -- | -- | -- | -- | -- | -- | - | -- | - | -- | -- | -- | -- | -- | -- | -- | -- | -- | -- | -- | -- | -- | -- | -- | -- | -- | -- | -- | -- | -- | -- | -- | -- | -- |
| Luogo     | C  | T  | T  | C  | T  | C  | T | C  | T | C  | T  | C  | T  | C  | T  | C  | T  | T  | C  | C  | T  | C  | T  | C  | T  | C  | T  | C  | T  | C  | T  | C  | T  | C  |
| Risultato | P  | P  | P  | V  | N  | V  | V | P  | V | P  | N  | V  | P  | V  | N  | V  | P  | N  | V  | P  | V  | V  | P  | N  | V  | P  | P  | P  | V  | V  | P  | N  | V  | P  |
| Posizione | 15 | 15 | 17 | 15 | 14 | 10 | 8 | 10 | 7 | 9  | 10 | 9  | 10 | 8  | 9  | 7  | 10 | 9  | 9  | 9  | 7  | 6  | 6  | 7  | 6  | 8  | 9  | 11 | 8  | 8  | 8  | 7  | 7  | 7  |

Legenda:

Luogo: C = Casa; T = Trasferta. Risultato: V = Vittoria; N = Pareggio; P = Sconfitta.

### Statistiche dei giocatori
| Giocatore        | Bundesliga | Bundesliga | Bundesliga  | Bundesliga | Coppa di Germania | Coppa di Germania | Coppa di Germania | Coppa di Germania | Totale   | Totale | Totale      | Totale     |
| Giocatore        | Presenze   | Reti       | Ammonizioni | Espulsioni | Presenze          | Reti              | Ammonizioni       | Espulsioni        | Presenze | Reti   | Ammonizioni | Espulsioni |
| ---------------- | ---------- | ---------- | ----------- | ---------- | ----------------- | ----------------- | ----------------- | ----------------- | -------- | ------ | ----------- | ---------- |
| R. Adler         | 32         | 0          | 5           | 0          | 1                 | 0                 | 0                 | 0                 | 33       | 0      | 5           | 0          |
| J. Drobný        | 2          | 0          | 0           | 0          | -                 | -                 | -                 | -                 | 2        | 0      | 0           | 0          |
| S. Neuhaus       | -          | -          | -           | -          | -                 | -                 | -                 | -                 | -        | -      | -           | -          |
| D. Aogo          | 27         | 2          | 2           | 0          | 1                 | 0                 | 0                 | 0                 | 28       | 2      | 2           | 0          |
| J. Bruma         | 18         | 1          | 2           | 1          | 1                 | 0                 | 1                 | 0                 | 19       | 1      | 3           | 1          |
| D. Diekmeier     | 32         | 0          | 7           | 0          | -                 | -                 | -                 | -                 | 32       | 0      | 7           | 0          |
| M. Jansen        | 28         | 1          | 6           | 0          | 1                 | 0                 | 0                 | 0                 | 29       | 1      | 6           | 0          |
| Z. Lam           | 4          | 0          | 1           | 0          | 1                 | 0                 | 0                 | 0                 | 5        | 0      | 1           | 0          |
| M. Mancienne     | 21         | 0          | 2           | 0          | 1                 | 0                 | 0                 | 0                 | 22       | 0      | 2           | 0          |
| S. Rajković      | 13         | 0          | 0           | 0          | -                 | -                 | -                 | -                 | 13       | 0      | 0           | 0          |
| J. Sternberg     | -          | -          | -           | -          | -                 | -                 | -                 | -                 | -        | -      | -           | -          |
| H. Westermann    | 34         | 3          | 4           | 0          | 1                 | 0                 | 0                 | 0                 | 35       | 3      | 4           | 0          |
| T. Arslan        | 25         | 0          | 8           | 0          | 1                 | 0                 | 0                 | 0                 | 26       | 0      | 8           | 0          |
| M. Badelj        | 31         | 1          | 8           | 0          | -                 | -                 | -                 | -                 | 31       | 1      | 8           | 0          |
| M. Beister       | 23         | 3          | 2           | 1          | 1                 | 1                 | 0                 | 0                 | 24       | 4      | 2           | 1          |
| I. Iličević      | 8          | 1          | 3           | 0          | 1                 | 0                 | 0                 | 0                 | 9        | 1      | 3           | 0          |
| P. Jiráček       | 13         | 1          | 0           | 1          | -                 | -                 | -                 | -                 | 13       | 1      | 0           | 1          |
| G. Kačar         | 3          | 0          | 0           | 0          | -                 | -                 | -                 | -                 | 3        | 0      | 0           | 0          |
| V. Nafiu         | -          | -          | -           | -          | -                 | -                 | -                 | -                 | -        | -      | -           | -          |
| C. Nørgaard      | -          | -          | -           | -          | -                 | -                 | -                 | -                 | -        | -      | -           | -          |
| T. Rincón        | 20         | 0          | 2           | 0          | -                 | -                 | -                 | -                 | 20       | 0      | 2           | 0          |
| J. Sala          | 8          | 0          | 0           | 0          | -                 | -                 | -                 | -                 | 8        | 0      | 0           | 0          |
| P. Skjelbred     | 18         | 0          | 0           | 0          | 1                 | 0                 | 0                 | 0                 | 19       | 0      | 0           | 0          |
| R. van der Vaart | 27         | 5          | 5           | 0          | -                 | -                 | -                 | -                 | 27       | 5      | 5           | 0          |
| M. Berg          | 11         | 0          | 0           | 0          | 1                 | 1                 | 0                 | 0                 | 12       | 1      | 0           | 0          |
| A. Rudņevs       | 34         | 12         | 4           | 0          | 1                 | 0                 | 0                 | 0                 | 35       | 12     | 4           | 0          |
| H. Son           | 33         | 12         | 4           | 0          | 1                 | 0                 | 0                 | 0                 | 34       | 12     | 4           | 0          |
| P. Scharner      | 4          | 0          | 0           | 1          | -                 | -                 | -                 | -                 | 4        | 0      | 0           | 1          |
| R. Tesche        | 4          | 0          | 2           | 0          | -                 | -                 | -                 | -                 | 4        | 0      | 2           | 0          |